# Massif du Monte Rotondo
Le massif du Monte Rotondo est un massif montagneux de Corse culminant au Monte Rotondo (2 622 m). Il est le deuxième plus élevé des quatre massifs de haute montagne de l'île (Cinto, Rotondo, Renoso et Incudine). Une partie de son périmètre a été classée en réserve naturelle en 2017.

## Géographie

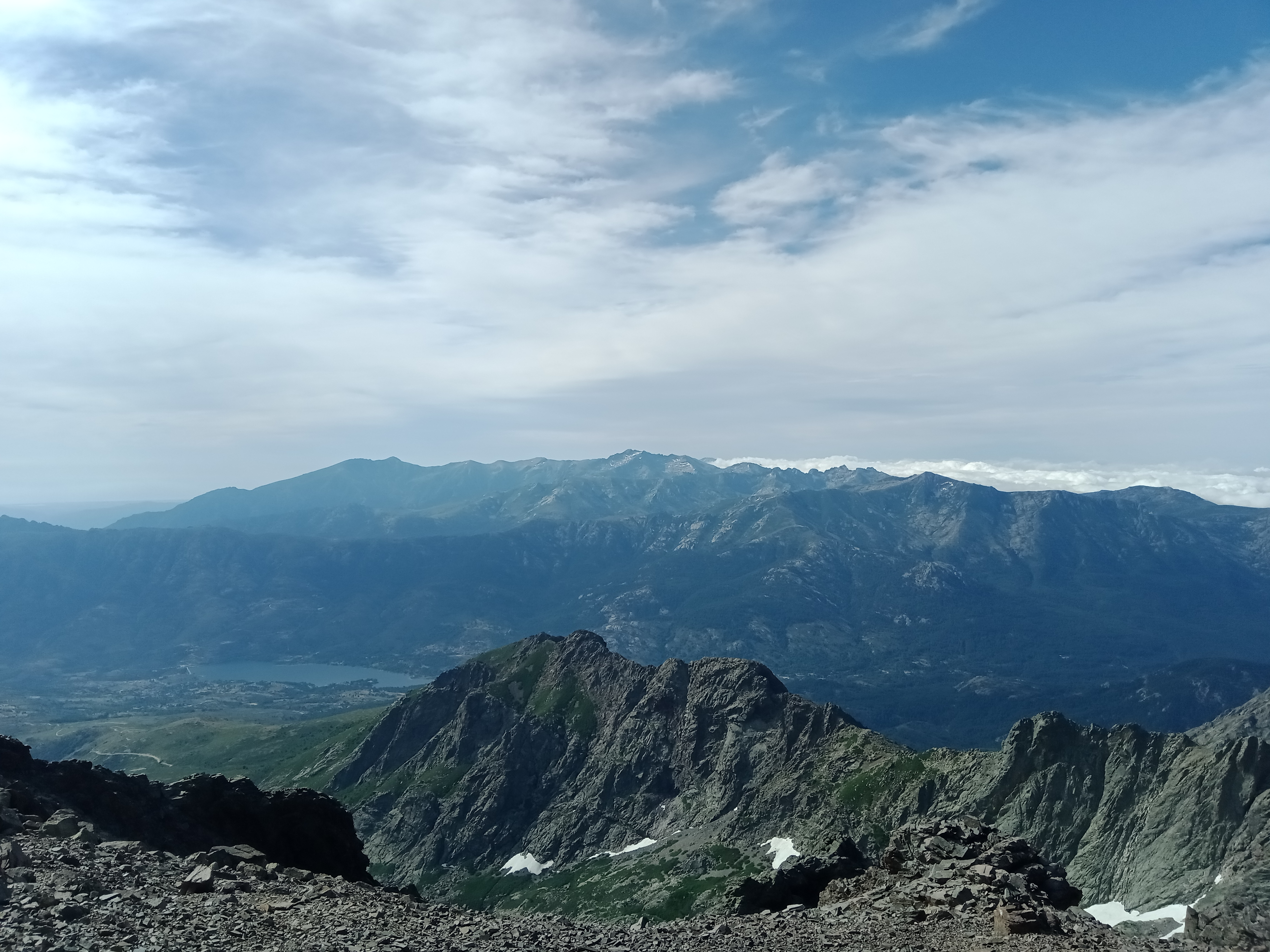
Le massif du Monte Rotondo depuis le Monte Cinto au nord-ouest.

### Situation
Le massif du Monte Rotondo est situé dans le Centre-Nord de la Corse, entre Corte et Vico. Bordé au nord par la vallée du Golo et au sud par celles de la Gravona et du Vecchio, il constitue notamment la frontière naturelle entre le Cismonte et le Pumonti sur un tronçon de la chaîne centrale s'étendant entre les cols de Vergio et de Vizzavona.
Le massif est entaillé par de hautes vallées sur ses deux versants (Grosso, Cruzzini, Restonica, Manganello) et deux cours d'eau majeurs de l'île, le Tavignano et le Liamone, y prennent leur source. Le Monte Rotondo (2 622 m) est le point culminant du massif.
Le massif du Monte Rotondo est entouré au nord-ouest par le massif du Monte Cinto et au sud par le massif du Monte Renoso. Le relief s'adoucit progressivement jusqu'aux golfes de Porto, de Sagone et d'Ajaccio vers l'ouest et jusqu'au sillon cortenais à l'est.

### Topographie
Le massif du Monte Rotondo peut schématiquement être subdivisé du nord au sud en plusieurs sous-ensembles comme suit :
- au nord du massif, au voisinage direct du col de Vergio (1 477 m), un chaînon débonnaire orienté du sud-ouest vers le nord-est, enserré entre les cours du Golo et du Tavignano, culminant à la Punta Artica (2 327 m). Il se prolonge à l'ouest jusqu'aux hauteurs de Piana et de Sagone ;
- la partie centrale, qui cumule les sommets les plus élevés (Monte Rotondo, Maniccia et Monte Cardo notamment), referme les vallées les plus encaissées du massif. La Maniccia (2 496 m) se situe à la jonction amont des vallées de la Restonica, du Manganello et du Grosso et constitue le point culminant du Pumonti ;
- entre les cols de Manganello (1 800 m) et d'Oreccia (1 427 m), un chaînon débonnaire orienté est-ouest sépare les vallées du Grosso et du Cruzzini. Culminant à la Punta all'Altore (2 021 m)[Note 1], il porte entre autres le Monte Cervellu (1 622 m) et la Punta di a Sposata (1 191 m) qui surplombe Vico ;
- à l'extrémité méridionale, dominant le col de Vizzavona (1 161 m) et la vallée de la Gravona, un chaînon orienté du nord-est au sud-ouest, très escarpé dans sa partie haute. Culminant au Monte d'Oro (2 390 m), le chaînon s'étend jusqu'aux hauteurs d'Ajaccio.

### Principaux sommets
Le massif s'étend entre les cols de Vergio et de Vizzavona et a pour principaux sommets :
- le Monte Rotondo (2 622 m),
- la Punta Mufrena (2 590 m),
- la Maniccia (2 496 m), plus haut sommet du Pumonti,
- le Monte Cardo (2 453 m),
- la Punta Felicina (2 437 m),
- le Monte d'Oro (2 390 m),
- la Punta Muzzella (2 342 m),
- la Punta Artica (2 327 m),
- la Punta alle Porte (2 313 m),
- le Lombarduccio (2 268 m),
- la Punta Migliarello (2 254 m),
- la Cimatella (2 100 m),
- le Capu a u Tozzu (2 007 m),
- le Pinerole (1 951 m),
- le Monte Cervellu (1 622 m),
- le Mont Tretorre (1 509 m),
- le Capu d'Orto (1 294 m).